# Krynki-Jarki
Krynki-Jarki – wieś w Polsce, położona w województwie podlaskim, w powiecie siemiatyckim, w gminie Grodzisk.
| SIMC    | Nazwa          | Rodzaj    |
| ------- | -------------- | --------- |
| 0028694 | Krynki-Miklasy | część wsi |

W latach 1975–1998 wieś administracyjnie należała do województwa białostockiego.
Zaścianek szlachecki Jarki należący do okolicy zaściankowej Krynki położony był w drugiej połowie XVII wieku w ziemi drohickiej województwa podlaskiego. 
Wierni kościoła rzymskokatolickiego należą do parafii pw. św. Stanisława Biskupa i Męczennika w Pobikrach.